# Serpente di bronzo (Rubens)
Il Serpente di bronzo è un dipinto di Peter Paul Rubens, eseguito tra il 1638 e il 1639. È realizzato a olio su tela; misura cm 186,4x264,5. Si trova a Londra, presso la National Gallery.
Il dipinto rappresenta una sequenza raccontata nel libro dei Numeri.